# Іст-Вашингтон (Пенсільванія)
Іст-Вашингтон (англ. East Washington) — місто (англ. borough) в США, в окрузі Вашингтон штату Пенсільванія. Населення — 1853 особи (2020).

## Географія
Іст-Вашингтон розташований за координатами 40°10′28″ пн. ш. 80°13′57″ зх. д. / 40.17444° пн. ш. 80.23250° зх. д. (40.174435, -80.232436).  За даними Бюро перепису населення США в 2010 році місто мало площу 1,16 км², уся площа — суходіл.

## Демографія
Згідно з переписом 2010 року, у селищі мешкали 2234 особи в 814 домогосподарствах у складі 453 родин. Густота населення становила 1922 особи/км².  Було 942 помешкання (810/км²).
Расовий склад населення:
| - 90,3 % — білих - 5,3 % — чорних або афроамериканців - 1,0 % — азіатів - 0,1 % — корінних американців |

До двох чи більше рас належало 2,3 %. Частка іспаномовних становила 2,0 % від усіх жителів.
За віковим діапазоном населення розподілялося таким чином: 13,2 % — особи молодші 18 років, 74,0 % — особи у віці 18—64 років, 12,8 % — особи у віці 65 років та старші. Медіана віку мешканця становила 32,3 року. На 100 осіб жіночої статі у селищі припадало 78,3 чоловіків;  на 100 жінок у віці від 18 років та старших — 73,3 чоловіків також старших 18 років.
Середній дохід на одне домашнє господарство  становив 90 410 доларів США (медіана — 65 625), а середній дохід на одну сім'ю — 107 842 долари (медіана — 87 500). За межею бідності перебувало 11,7 % осіб, у тому числі 26,0 % дітей у віці до 18 років та 1,3 % осіб у віці 65 років та старших.
Цивільне працевлаштоване населення становило 1281 особа. Основні галузі зайнятості: освіта, охорона здоров'я та соціальна допомога — 35,1 %, мистецтво, розваги та відпочинок — 20,7 %, роздрібна торгівля — 11,0 %, науковці, спеціалісти, менеджери — 10,8 %.